# Якнуры
Якнуры (горномар. Йӓкӹныр) — деревня в Еласовском сельском поселении Горномарийского района республики Марий Эл. Население — 177 чел. (2014).

## География
Деревня располагается в 5 км на юго-запад от административного центра сельского поселения — села Еласы, при речке Сазанка (левый приток реки Юнга).

## История
Впервые поселение с 204 жителями упоминается в 1859 году под официальным названием околодок «Якнур».
На рубеже XIX—XX веков деревня входила в состав Козьмодемьянского уезда Казанской губернии. В 1921—1936 годах Якнуры входили в Козьмодемьянский кантон (с 1931 — район) Марийской АО, в 1936—1959 в Еласовский район Марийской АССР, с 1959 года — в Горномарийский район.

## Население
| 2002 | 2010 | 2013 | 2014 |
| ---- | ---- | ---- | ---- |
| 209  | ↘172 | ↗177 | →177 |